# Zlati lev
Zlati lev (Leone d'Oro) je Glavna nagrada na Beneškem filmskem festivalu. Prva podelitev je bila že leta 1936, uradna pa enajst let kasneje. Pod tem imenom se nagrade podeljujejo od leta 1949.

## Dobitniki
| Leto         | Film                                             | Režija                     |
| ------------ | ------------------------------------------------ | -------------------------- |
| 2024         | The Room Next Door                               | Pedro Almodóvar            |
| 2023         | Nesrečna bitja                                   | Yorgos Lanthimos           |
| 2022         | Vsa ta lepota in prelivanje krvi                 | Laura Poitras              |
| 2021         | L'événement                                      | Audrey Diwan               |
| 2020         | Dežela nomadov                                   | Chloé Zhao                 |
| 2019         | Joker                                            | Todd Phillips              |
| 2018         | Roma                                             | Alfonso Cuarón             |
| 2017         | Oblika vode                                      | Guillermo Del Toro         |
| 2016         | Ženska, ki je odšla                              | Lav Diaz                   |
| 2015         | Desde allá                                       | Lorenzo Vigas              |
| 2014         | Golob je sedel na veji in razmišljal o življenju | Roy Andersson              |
| 2013         | Sacro GRA                                        | Gianfranco Rosi            |
| 2012         | Pietà                                            | Kim Ki-duk                 |
| 2011         | Faust                                            | Aleksander Sokurov         |
| 2010         | Somewhere                                        | Sofia Coppola              |
| 2009         | Libanon                                          | Samuel Maoz                |
| 2008         | Rokoborec                                        | Darren Aronofsky           |
| 2007         | Poželenje, nevarnost                             | Ang Lee                    |
| 2006         | Sanxia haoren                                    | Jia Zhangke                |
| 2005         | Gora Brokeback                                   | Ang Lee                    |
| 2004         | Vera Drake                                       | Mike Leigh                 |
| 2003         | Vrnitev                                          | Andrej Zvjagincev          |
| 2002         | Sestre magdalenke                                | Peter Mullan               |
| 2001         | Monsunska svatba                                 | Mira Nair                  |
| 2000         | Krog                                             | Jafar Panahi               |
| 1997         | Hana-Bi                                          | Takeši Kitano              |
| 1996         | Michael Collins                                  | Neil Jordan                |
| 1991         | Urga                                             | Nikita Sergejevič Mihalkov |
| 1990         | Rozenkranc in Gildenštern sta mrtva              | Tom Stoppard               |
| 1987         | Na svidenje, otroci                              | Louis Malle                |
| 1983         | Ime: Karmen                                      | Jean-Luc Godard            |
| 1982         | Dejansko stanje                                  | Wim Wenders                |
| 1980         | Gloria                                           | John Cassavetes            |
| 1980         | Atlantic City                                    | Louis Malle                |
| 1969 do 1979 | Brez tekmovalnega programa                       | Brez tekmovalnega programa |
| 1967         | Lepotica dneva                                   | Luis Buñuel                |
| 1966         | Boj za Alžirijo                                  | Gillo Pontecorvo           |
| 1964         | Rdeča puščava                                    | Michelangelo Antonioni     |
| 1961         | Zadnje leto v Marienbadu                         | Alain Resnais              |
| 1959         | Napačni general                                  | Roberto Rossellini         |
| 1959         | Velika vojna                                     | Mario Monicelli            |
| 1957         | Aparajito                                        | Satjadžit Raj              |
| 1956         | Brez dobitnika nagrade                           | Brez dobitnika nagrade     |
| 1955         | Beseda                                           | Carl Theodor Dreyer        |
| 1953         | Brez dobitnika nagrade                           | Brez dobitnika nagrade     |
| 1951         | Rašomon                                          | Akira Kurosawa             |
| 1948         | Hamlet                                           | Laurence Olivier           |
| 1946         | Brez dobitnika nagrade                           | Brez dobitnika nagrade     |
| 1942         | Bengasi                                          | Augusto Genina             |
| 1941         | Železna krona                                    | Alessandro Blasetti        |
| 1937         | Scipio afriški                                   | Carmine Gallone            |
| 1936         | Bela garda                                       | Augusto Genina             |